# Цымбалист, Василий Арсентьевич
Василий Арсентьевич Цымбалист (род. 1935) — советский и российский учёный, кандидат технических наук, профессор, ветеран подразделений особого риска.
Автор более 150 научных трудов, включая 4 монографии и 6 учебных пособий, а также порядка 70 изобретений, подтвержденных авторскими свидетельствами и патентами.

## Биография
Родился 20 мая 1935 года в селе Рубаны Красногорского района Брянской области в крестьянской семье.
В годы Великой Отечественной войны село было оккупировано немцами, и почти два года семья Васили жила в партизанских землянках. После освобождения Брянщины, в 1944 году, был принят в 1-й класс Кургановской семилетней школы, которую окончил в 1951 году. В том же году поступил в Болховскую школу киномехаников (Орловская область), по окончании которой до ноября 1954 года работал в Красногорском отделе кинофикации.
В 1954 году Василий Цымбалист бы призван в Советскую армию и с ноября 1955 году служил на Семипалатинском полигоне, присутствовал при наземном испытании первой советской водородной бомбы РДС-6с. В марте 1957 года из-за контузии был комиссован из армии и в 1957—1961 годах учился в Воронежском кинотехникуме, по окончании которого был направлен на работу в Барнаул. В Барнауле работал в городском кинотеатре и одновременно учился в Алтайском политехническом институте (ныне Алтайский государственный технический университет), с третьего курса которого перевёлся в Новосибирский электротехнический институт (ныне Новосибирский государственный технический университет), который окончил заочно в 1968 году.
В 1970—1973 годах — аспирант Томского политехнического института, где защитил кандидатскую диссертацию на тему «Исследование и разработка ультразвуковой аппаратуры для бесконтактного измерения размеров изделий», стал членом КПСС и окончил Университет марксизма-ленинизма, получив диплом о высшем политическом образовании. По окончании аспирантуры много лет проработал на кафедре общей электротехники Алтайского политехнического института — эти годы были самыми плодотворными в его научной и изобретательской деятельности.
В 1987 году Василий Арсентьевич был избран доцентом кафедры физики и электротехники Алтайского сельскохозяйственного института (ныне Алтайский государственный аграрный университет), где продолжил свою педагогическую и изобретательскую деятельность.
В 1994 году он был удостоен почётного звания «Заслуженный изобретатель РСФСР». В 2003 году В. А. Цымбалист был признан лучшим изобретателем Алтайского края, став лауреатом премии имени И. И. Ползунова. В этом же году барнаульские физики — Василий Цымбалист, Виктор Иливанов и Юрий Кандрин получили документ, официально подтверждающий установление ими научного открытия — они открыли эффект преобразования ультразвуковых колебаний во вращательное и поступательное движение тел. Международная ассоциация авторов научных открытий и изобретений подтвердила открытие неизвестного ранее эффекта дипломом за № 221, а Европейская академия естественных наук вручила Василию Арсентьевичу за выдающиеся достижения в науке почетную награду — медаль В. К. Рентгена. В 2005 году был избран членом Академии изобретательства. В 2006—2007 годах Василий Арсентьевич был членом экспертного совета краевого конкурса техников, изобретателей, рационализаторов, конструкторов «Универсал» на секции «Бытовая электроника и электротехника». В августе 2009 года был награждён медалью «Шестидесятилетие первого ядерного взрыва на Семипалатинском полигоне».